# Microcharon luciae
Microcharon luciae is een pissebed uit de familie Lepidocharontidae. De wetenschappelijke naam van de soort is voor het eerst geldig gepubliceerd in 1991 door Sket.